# Calea ferata București Nord-Titu-Târgoviște
Calea ferată București Nord-Titu-Târgoviște este o linie de cale ferată secundară din România.